# Platambus sawadai
Platambus sawadai là một loài bọ cánh cứng trong họ Bọ nước. Loài này được Kamiya miêu tả khoa học năm 1932.